# Kreis Mallakastra
Der Kreis Mallakastra (albanisch: Rrethi i Mallakastrës) war einer der 36 Verwaltungskreise Albaniens, die im Sommer 2015 nach einer Verwaltungsreform aufgehoben worden sind. Hauptstadt des Kreises war Ballsh. Mit einer Fläche von 388 Quadratkilometern war er der viertkleinster Kreis des Landes. Das Gebiet bildet heute die Gemeinde Mallakastra.
Der mittelalbanische Kreis gehört zum Qark Fier und hat 25.062 Einwohner.
| Name           | Einwohner | Gemeindeart |
| -------------- | --------- | ----------- |
| Ballsh         | 7.657     | Bashkia     |
| Aranitas       | 2.714     | Komuna      |
| Fratar         | 3.221     | Komuna      |
| Greshica       | 1.152     | Komuna      |
| Hekal          | 2.623     | Komuna      |
| Kuta           | 1.977     | Komuna      |
| Ngraçan        | 588       | Komuna      |
| Qendër (Dukas) | 6.253     | Komuna      |
| Selita         | 877       | Komuna      |